# Диксон Сити (Пенсилванија)
Диксон Сити (енгл. Dickson City) град је у америчкој савезној држави Пенсилванија.

## Демографија
По попису из 2010. године број становника је 6.070, што је 135 (-2,2%) становника мање него 2000. године.
| Група             | 2000.         | 2010.         |
| Белци             | 6.099 (98,3%) | 5.669 (93,4%) |
| Афроамериканци    | 15 (0,2%)     | 58 (1,0%)     |
| Азијати           | 16 (0,3%)     | 41 (0,7%)     |
| Хиспаноамериканци | 52 (0,8%)     | 230 (3,8%)    |
| Укупно            | 6.205         | 6.070         |